# Giuseppe Lugli
Pour les articles homonymes, voir Lugli.
Giuseppe Lugli (né le 18 juillet 1890 à Rome et mort le 5 décembre 1967 dans la même ville) est un archéologue italien spécialiste de la topographie de la Rome antique, professeur à l'Université de Rome « La Sapienza » de 1933 à 1961, membre de l'Académie des Lyncéens de 1946 à sa mort.

## Biographie

### Début de carrière
La carrière académique de Giuseppe Lugli commence avec l'obtention d'un doctorat à l'Université de Rome « La Sapienza » en 1913 avec la présentation d'une thèse sur la villa de l'empereur Domitien à Castel Gandolfo.

### Une contribution prolifique
Giuseppe Lugli est élu le 7 décembre 1951 à l'Académie des inscriptions et belles-lettres comme correspondant étranger.  
Lugli publie plus de 230 articles dont plusieurs servent encore de travaux de référence. Entre 1952 et 1969, est publié un ouvrage en huit volumes sur la topographie romaine, Fontes ad topographiam veteris urbis Romae pertinentes, dans lequel Lugli compile les mentions antiques se rapportant à un monument de la Rome antique. Le corpus est organisé selon les régions augustéennes.
Lugli étudie également l'architecture, en particulier les techniques de construction. Son étude La tecnica edilizia romana: con particolare riguardo a Roma e Lazio, Roma publiée en 1957 demeure un ouvrage de référence concernant les techniques de construction en Italie pour le premier millénaire avant notre ère.
Lugli fonde la Forma Italiae, un projet qui a pour objectif la création d'une cartographie archéologique complète de l'Italie. Ce projet se poursuit encore aujourd'hui sous la direction du professeur Paolo Sommella du département d'histoire ancienne, archéologie et anthropologie de l'Université de Rome « La Sapienza ».

## Principaux travaux publiés
- I monumenti antichi di Roma e suburbio en trois volumes : La zona archeologica, Le grandi opere pubblicha et A traverso le regioni plus Supplemento : un decennio di scoperte archeologiche, Rome, G. Bardi, 1930-1938.
- Pianta di Roma antica : Forma Urbis imperatorum temporibus (1:10.000), Rome, G. Bardi, 1940.
- Roma antica : il centro monumentale, Rome, G. Bardi, 1946
- La Velia e Roma aeterna : elementi topografici e luoghi di culto, 1948.
- Fontes ad topographiam veteris urbis Romae pertinentes : colligendos at que edendos curavit Iosephus Lugli, Rome, 1952-1969.
- La tecnica edilizia romana con particolare riguardo a Roma e Lazio, Rome, Bardi, 1957.
- La Domus Aurea e le Terme di Traiano, Rome, G. Bardi, 1969.
- Il Foro Romano e il Palatino, 1971.